# Megastigmus dumicola
Megastigmus dumicola är en stekelart som beskrevs av Boucek 1982. Megastigmus dumicola ingår i släktet Megastigmus och familjen gallglanssteklar.
Artens utbredningsområde är:
- Frankrike.
- Spanien.

Inga underarter finns listade i Catalogue of Life.